# Шарлотта Гест
Леді Шарлотта Елізабет Гест, до шлюбу Берті (нар. 19 травня 1812 — пом. 15 січня 1895), у другому шлюбі Шрайбер, — англійська аристократка, мовознавиця, перекладачка, підприємиця, колекціонерка мистецтва та філантропка. Перша видавниця в сучасному друкованому форматі циклу «Мабіногіон», найпершого зразка прозової літератури Великої Британії. Гест встановила «Мабіногіон» як джерело літературного тексту Європи, претендуючи на це визнання серед літераторів у контексті тодішніх захоплень лицарськими романами про короля Артура та неоготичного руху.
Провідна фігура у вивченні літератури та валлійського Відродження XIX століття. Відома вікторіанська колекціонерка порцеляни; ця колекція зберігається в Музеї Вікторії й Альберта. Також зібрала велику колекцію віял, настільних ігор та гральних карт, які передала Британському музею. Була відома як міжнародна промисловиця, новаторський ліберальний педагог, філантропка і господиня елітного суспільства[хто?].
Шарлотта Гест зі своєю сучасницею та подругою леді Ллановер була покровителькою мистецтва в Уельсі. Її «Енід» літературно вплинула на Теннісона, а її теорії та джерела вплинули на європейських художників, поетів і письменників.

## Раннє життя
Шарлотта Берті народилася 19 травня 1812 року в будинку Уффінгтон в Уффінгтоні, графство Лінкольншир, у доньки Альбемарла Берті, 9-го графа Ліндсі (1744—1818), та його другої дружини Шарлотти Сюзанни Елізабет Леярд. Її охрестили як леді Шарлотту Елізабет Берті. У 6 років вона пережила втрату батька та цього ж року потрапила у пожежу в будинку, з якої врятувалася. Пізніше її мати одружилася з преподобним Пітером Вільямом Пегусом (її двоюрідним братом), який Шарлотті не подобався. Вона мала двох молодших братів і зведених сестер. З часом її мати поволі почала змінюватися з активної жінки на людину, яка усамітнилася через хворобу. Саме в цей час Шарлотта почала керувати будинком замість матері.
Схоже, що їй особливо подобався прихисток у саду, і з часом у неї виникла неприязнь до того, що її тримають всередині. Крім того, у 19 років їй довелося постійно перепрошувати за вчинки сім'ї. З дитинства вона дуже цікавилася політикою та гостро висловлювала погляди на теми, на які у мала власну думку. Шарлотта проявляла видатні здібності до мов і літератури. Вона самостійно опанувала арабську, іврит і перську, також вивчала латинську, грецьку, французьку й італійську з репетитором своїх братів. Її життя було структурованим, вона рано вставала і зневажала лінь.
Виховання леді Шарлотти відповідало стандартам, які суспільство встановило для її класу. Вона опанувала різні навички, як-от спів і танці. Оскільки вона походила з аристократичної родини Берті, відвідування державної школи не принесло успіху; над декотрими членами сім'ї знущалися (наприклад, над Ліндсі, яку швидко виключили зі школи); з того часу навчанням займався репетитор. Леді Шарлотта не мала близьких друзів, а якщо і були, то вона була найближчою до сестер О'Браєн.

## Діяльність

### Розвиток освіти у регіоні
Завдяки першому в світі національному руху робітничого класу, чартизму, Шарлотта Гест усвідомила, що існує потреба у «більш тісному залученні до практичної роботи людей Доулійса». Багато заможніших людей у XIX столітті допомагали розвивати заклади освіти та дозвілля для робітників, які на них працювали: цим же займалися й Гести. За підтримки свого двоюрідного брата Генрі Леярда Шарлотта Гест зрештою зосередила свої зусилля на забезпеченні освіти в Доулійсі. Попри упередження та перешкоди жінкам у громадських справах на той час, Шарлотта Гест зуміла пропагувати свої ідеї та реалізувати багато своїх освітніх розробок.
Шарлотта Гест була надзвичвйно віддана своїй роботі та регулярно відвідувала школи. Крім того, вона роздавала призи та всіляко заохочувала учнів. Вона також забезпечувала школи матеріалами для рукоділля й організовувала закупівлю необхідного навчального приладдя. Вона підтримувала школи в Суонсі та Лландаффі, а також Доулійсі. Школу Доулійса описують як «імовірно, найважливішу та найпрогресивнішу не лише в промисловій історії Південного Уельсу, але й усієї Британії протягом ХІХ століття».
Її відданість спробам покращити освіту демонструє бібліотека, побудована у середині 1840-х. Спочатку встановили абонентську плату у розмірі 1 шилінг 6 пені, але у 1853 році бібліотека стала публічною.

### Керування металургійним заводом
Dowlais Ironworks був великим металургійним заводом XIX століття, який розташовувався поблизу Мертір-Тідвіла, один із чотирьох головних металургійних заводів навколо Мертіра — іншими трьома були Cyfarthfa, Plymouth і Penydarren Ironworks.
Шарлотта Гест з ентузіазмом віднеслася до благодійної діяльності свого першого чоловіка, власника заводу, від імені місцевої громади. Вони побудували школи для своїх працівників, а також провели чисту воду для своїх маєтків, коли це ще була нова технологія. Її чоловік все більше довіряв їй як своїй помічниці на металургійному заводі, і вона діяла як представниця компанії. Вона перекладала технічну документацію з французької. Чоловік отримав титул баронета у 1838 році, багато в чому завдяки перебудові суспільства Шарлоттою Гест. Через погіршення здоров'я Джосії Шарлотта витрачала більше часу на управління бізнесом і повністю взяла його під контроль після його смерті у 1852 році. Вона вела перемовини про страйки та раптовий спад виробництва, протистояла іншим власникам ливарного цеху, стабілізуючи бізнес, поки у 1855 році не змогла передати справу старшому синові Айвору та менеджеру Дж. Т. Кларку.
Шарлотта Гест взяла на себе керування заводом після смерті першого чоловіка у 1852 році. Вона разом із Дж Т. Кларком й Едвардом Діветтом мала стати душоприказниками та довіреними власниками заводу. У результаті Гест стала б єдиною довіреною власницею як вдова, але у 1855 році вона одружилася вдруге, і де-факто контроль перейшов до Кларка, хоча є повідомлення, що вона відмовилася від керування заводом на користь власних подорожей.

### Підтримка мистецтва
Шарлотта Гест зі своєю сучасницею та подругою леді Ллановер була покровителькою мистецтва в Уельсі. Її «Енід» літературно вплинула на Теннісона, а її теорії та джерела вплинули на європейських художників, поетів і письменників.
Вона публікувала, пропагувала та перекладала книги «Мабіногіона», а її однотомне видання англійського перекладу 1877 року прийняли як частину серії «Everyman» у 1902 році. Подальші видання вийшли друком протягом 1920-х років. У 2004 році завдяки проєкту Gutenberg твір з'явився онлайн, у 2008 році Колін Джонс опублікував записи з нотами. Сучасні переклади «Мабіногіона» містять серії Джона Болларда (2007—2010) і Сионеда Девіса (2008).
Вона також зібрала дивовижну колекцію порцеляни, яке зберігається в Музеї Вікторії й Альберта. Також Гест зібрала велику колекцію віял, настільних ігор та гральних карт, які передала Британському музею.

### Літературознавство, переклади, «Мабіногіон»
Гест прибула до Уельсу, вже знаючи сім мов. Вона опанувала валлійську та спілкувалася з провідними літературознавцями Абергавеннського валлійського товариства Cymdeithas Cymreigyddion y Fenni, зокрема з Томасом Прайсом і Джоном Джонсом (Тегід), які підтримували та заохочували її в роботі. Віллемарке мав спочатку теплі стосунки з нею щодо бретонських джерел, але потім сплагіатив її працю. Вона переклала кілька середньовічних пісень і віршів, а потім у 1837 році почала роботу над «Мабіногіоном». Джон Джонс (Тегід) позичив їй копію рукопису «Червона Книга з Гергеста» у судді Босанке, який колись доручив Тегіду, молодому вченому в Оксфорді, створити копію вручну. Першою казкою, яку Шарлотта Гест переклала з копії Тегіда, була «The Lady of the Fountain» або «Owain», яку добре сприйняли після публікації у 1838 році.
Деякі дійові особи з казок були описані в «Myvyrian Archaiology of Wales» Вільяма Овена П'ю. П'ю опублікував переклад першого епізоду «Пуйл» у 1795 році та знову у 1821 році. Він зробив повний переклад усіх казок, але після його смерті у 1835 році твір не опублікували. Гест не покладалася на переклади П'ю, хоча використовувала валлійський словник, який П'ю завершив у 1803 році.
«Мабіногіон» Шарлотти Гест став першим перекладом, який вийшов у сучасному друкованому форматі. Це сім томів, датовані 1838—1845 роками, причому перші томи присвячувались улюбленому матеріалу Гест про Артура. Збірка Гест містила 12 оповідань, доданих до «Hanes Taliesin», який згодом інші вчені опустили, оскільки його немає в «Червоній книзі з Гергеста» та «Білій книзі Ридерха», як інші.
У 1849 році твір перевидали у трьох томах: том I містив валлійські романи «Овейн», «Передур» і «Герайнт й Енід»; том II містив «Кілух й Олвен» і «Сон Ронабві». Том III містив «Чотири гілки Мабіногі» та «Талієсін». «Герайнт й Енід» у першому томі стали основою для двох віршів Альфреда, лорда Теннісона про Герайнта в «Королівських ідиліях».
Семитомна серія 1838–45 років і тритомна серія 1849 року були двомовними, представляючи копію валлійського тексту Тегіда та англійський переклад Гест. Вони містили численні наукові виноски, переважно англійською мовою, загалом 145 сторінок. Їх виготовили розкішно, з повними ілюстраціями та шкіряними обкладинками із золотим тисненням. Усі томи вийшли друком одночасно в Лландовері, Уельс, видавництвом Tonn Press і видавництвом Longmans з Лондона.
Наступне видання 1877 року було лише англійським перекладом, і це стандартне видання, яке мало стати дуже відомим.

## Особисте життя
За життя мала багато залицяльників. У якийсь момент Герберта Марша розглядали як одного з них. Вона подружилася з ученими людьми того часу і ледь не вступила в шлюб з майбутнім прем'єр-міністррм Бенджаміном Дізраелі (1804—1881). Її першим коханням вважають Огастеса О'Браєна, якого вона зустріла у 14 років та пізніше описала день зустрічі як найкращий у своєму житті. Стосунки були приречені, оскільки її мати була категорично проти стосунків доньки з сином місцевого сквайра, кажучи, що радше побачить доньку в могилі, ніж побачить весілля з Огастесом.

### Перший шлюб
Після короткого флірту з Дізраелі вона втекла від нещасливого життя, одружившись 21-річною 29 липня 1833 року. Її чоловік, 49-річний Джон Джосія Гест, був видатним валлійським промисловцем і фабрикантом виробів з заліза (власником Dowlais Iron Company, найбільшої на той час) і першим членом парламенту від міста Мертір-Тідфіл, Уельс. Пара та переїхала до новозбудованого особняка в Доулейсі в Мертір-Тідвілі. Попри те, що чоловік був членом парламенту від Мертіра, був надзвичайно багатим і належав до доброї родини, він був набагато нижчим за статусом, ніж аристократка Гест, що спричинило її значне соціальне напруження. Попри це, вони залишалися одруженими до його смерті у 1852 році, і Шарлотта була дуже щаслива в шлюбі. Вона народила десять дітей:
- Шарлотта Марія Гест (1834—1902), дружина Річарда Дю Кейна (пом. 1904), брата Едмунда Фредеріка Дю Кейна[22].
- Айвор Берті Гест (1835—1914), одружений з леді Корнелією Генрієттою Марією Спенсер-Черчілль (1847—1927), донькою Джона Спенсера-Черчілля, 7-го герцога Мальборо[23]
- Кетрін Гвладіс Гест (1837—1926), дружина преподобного Фредеріка Сесіла Олдерсона (пом. 1907), сина сера Едварда Голла Олдерсона[22]
- Томас Мертір Гест (1838—1904), одружений з письменницею та філантропкою леді Теодорою Гросвенор (1840—1924), донькою Річарда Гросвенора, 2-го маркіза Вестмінстерського[22]
- Монтег'ю Джон Гест (1839—1909), ліберальний політик, який ніколи не одружувався[22].
- Август Фредерік Гест (1840—1862), помер у віці 21 року[22].
- Артур Едвард Гест (1841—1898), консервативний політик, одружений з Аделіною Мері Чепмен (пом. 1931)[22].
- Мері Енід Евелін Гест (1843—1912), дружина сера Остена Генрі Лаярда (1817—1894)[24].
- Констанс Ріаннон Гест (1844—1916), дружина Чарльза Джорджа Корнуолліса Еліота (1839—1901), молодшого сина Едварда Еліота, 3-го графа Сент-Джерманс[25]
- Бланш Вер Гест (1847—1919), дружина Едварда Понсонбі, 8-го графа Бессборо (1851—1920)[22].

### Другий шлюб
Потім Шарлотта пошлюбила на 14 років молодшого Чарльза Шрайбера (10 травня 1826 — 31 березня 1884), вченого-класика, який навчав її синів. Різниця в статусі та віці викликала великий соціальний скандал і віддалила від багатьох близьких друзів, як-от Августа Голл. Однак завдяки досвідченій політичній підтримці Шарлотти її новий чоловік став членом парламенту від Челтнема, а пізніше від Пула. Вони провели багато років, подорожуючи Європою, збираючи кераміку, яку вона заповідала Музею Вікторії та Альберта. Вона також збирала віяла, настільні ігри та гральні карти, які пізніше були передані Британському музею.
У 1884 році Гест знову овдовіла. Вона дожила до літнього віку, в останні кілька років осліпла, але продовжувала в'язати шарфи для візників. Тоді вона не змогла продовжувати щоденник, який писала майже без перерви з 10 років. 15 січня 1895 року Шарлотта Гест померла у віці 82 років у садибі Кенфорд у Дорсеті.

### Нащадки
Серед її численних онуків були: Едвард Понсонбі, 8-й граф Бессборо, Гранвіль Еліот (1867—1942) і Монтегю Еліот (1870—1960), які стали 7-м і 8-м графами Сент-Джерманс відповідно. Френсіс Гест (1869—1957), відома як леді Челмсфорд, дружина Фредеріка Тесігера, 1-го віконта Челмсфорда, що служив генерал-губернатором Індії, Айвор Черчілль Гест (1873—1939), який став 1-м віконтом Вімборн, Крістіан Генрі Чарльз Гест (1874—1957), ліберал, член парламенту «МП», Фредерік «Фредді» Едвард Гест (1875—1937), інший ліберал, член парламенту, і Оскар Монтегю Гест (1888—1958), який був і лібералом, і пізніше, депутатом від консерваторів. Серед інших її нащадків — американські Гести (покійна світська левиця Сі Зі Гест була дружиною одного з них), графи Бессборо, віконти Челмсфордські та інші.

## Публікації
- Шрайбер, Шарлотта, леді.Playing Cards of Various Ages and Countries Volume III Swiss, Swedish, Russian, Polish, Italian, Spanish, and Portuguese (Лондон, Англія; Джон Мюррей, 1895)
- Шрайбер, Шарлотта. Lady Charlotte Schreiber's Journals: Confidences of a Collector of Ceramics and Antiques throughout Britain, France, Holland, Belgium, Spain, Portugal, Turkey, Austria and Germany from the year 1869–1885. (Лондон і Нью-Йорк: Джон Лейн, 1911), під редакцією Монтегю Джона Геста.
- Гест, Р. та Джон А. (1989), Lady Charlotte: A Biography of the 19th Century, Велика Британія: Вейденфельд і Ніколсон

## Додаткова література
- Jones, David. «Lady Charlotte Guest: Victorian Businesswoman» History Today (1973) 23#1 pp 38–45.
- Marsh, Katherine. «Lady Charlotte (Elizabeth) Guest». From The Camelot Project at the University of Rochester.  Retrieved 3 April 2007.
- Schreiber, Lady Charlotte Guest. Biography from British Authors of the 19th Century; H. W. Wilson Company. 1936.
- Chisholm, Hugh, ред. (1911). Schreiber, Lady Charlotte Elizabeth . // Encyclopædia Britannica (англ.) (вид. 11-те). Cambridge University Press.
- John, A. V. (2004) «Guest, Sir (Josiah) John, first baronet (1785—1852)», Oxford Dictionary of National Biography, Oxford University Press, accessed 25 August 2007 (необхідна підписка або членство в публічній бібліотеці Сполученого Королівства).